# Einar Wallström
Lars Einar Wallström, född 21 augusti 1918 i Ljusdal, Gävleborgs län, död där 20 oktober 1985, var en svensk målare.
Han var son till Lars Erik Wallström och Hilda Elisabeth Johansson. Wallström började måla i tioårsåldern och fick under sommarloven följa med Hälsingemålaren Rolf Trolle i hans arbete. Han studerade vid Tekniska skolan i Stockholm 1935–1937 och fortsatte därefter sina studier för Trolle 1941–1945 samt genom självstudier under en resa till Spanien och Frankrike. Han medverkade upprepade gånger i samlingsutställningar med Hälsinglands konstgille i Ljusdal. Hans konst består av Porträtt och landskapsskildringar utförda i olja eller akvarell. Wallström  är representerad med temperamålningar vid Verkstadsskolan och Centralskolan i Ljusdal.